# Atla Regio
Atla Regio est une région volcanique située sur la planète Vénus par 9,2° N et 200,1° E, à l'est nord-est d'Aphrodite Terra dont elle constitue la « queue de scorpion. »

## Géographie
Constituée de terrains s'élevant jusqu'à environ 4 000 m au-dessus des plaines environnantes, Atla Regio résulte de l'activité cumulée d'une demi-douzaine de grands volcans :
- Maat Mons au sud-ouest, le plus haut volcan vénusien ;
- Ongwuti Mons au sud de Maat Mons ;
- Ozza Mons au centre de la région, dont il forme la partie la plus brillante au radar ;
- Sapas Mons isolé au nord-ouest en s'avançant dans Rusalka Planitia ;
- Yolkai-Estsan Mons au nord nord-ouest, terminant la « queue de scorpion » matérialisée par le rift de Ganis Chasma.

D'autres volcans sont également identifiables à l'est, tels que Nahas-tsan Mons et Nem Loimis Mons.

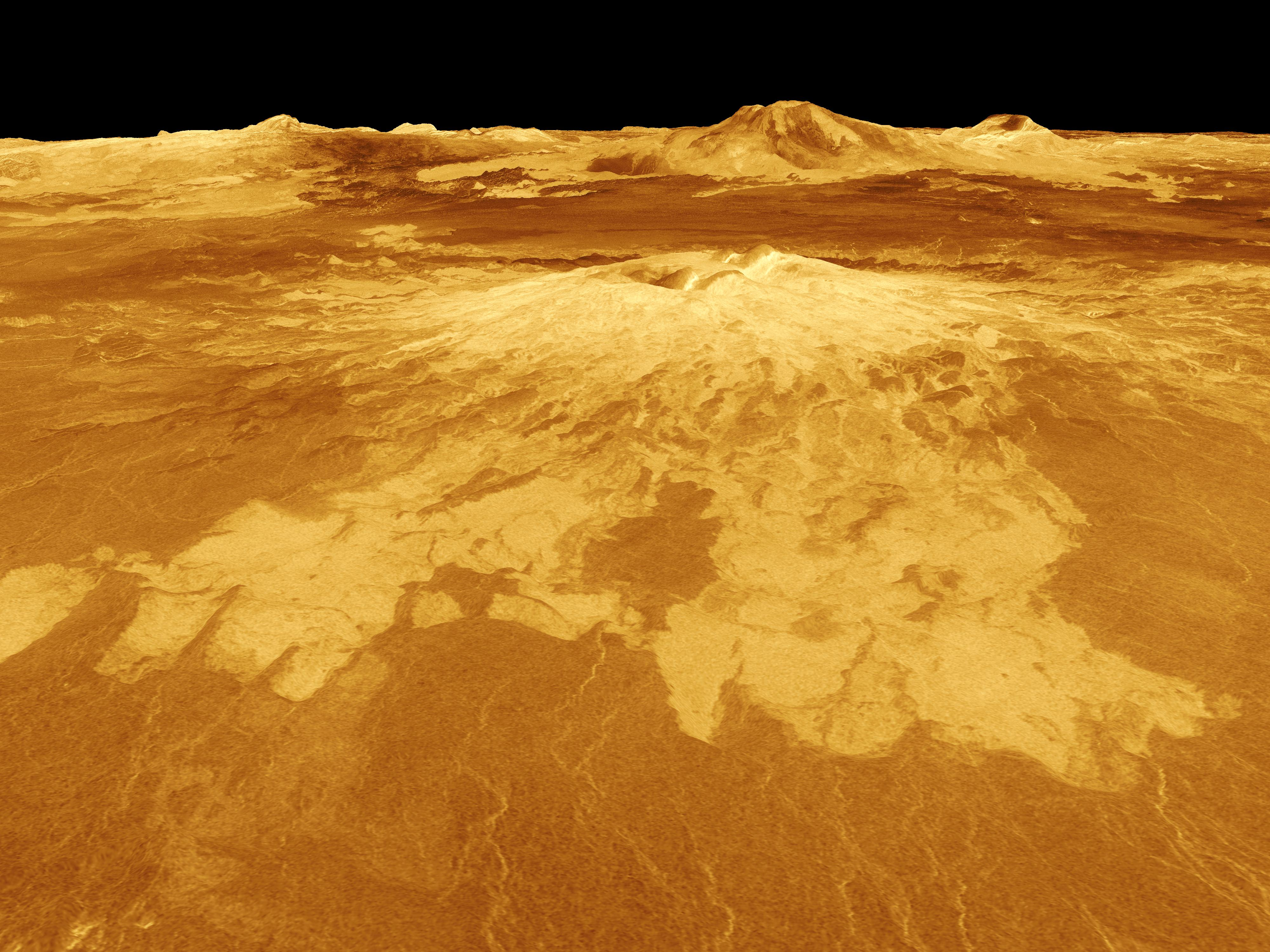
Vue de synthèse d'Atla Regio générée depuis un point fictif situé au nord-ouest, avec Sapas Mons au premier plan, Ozza Mons à gauche, Maat Mons à l'horizon et, à sa droite, Ongwuti Mons.

## Géologie
Cette région serait en équilibre dynamique au-dessus d'un point chaud,, sa topographie pouvant indiquer qu'il serait encore assez profond et plus récent que celui suspecté, par exemple, sous Eistla Regio. Comparée, sur Terre, à la vallée du Grand Rift, cette région vénusienne a accumulé une quantité de matériau volcanique bien supérieure, ce qui pourrait indiquer tout à la fois que la lithosphère vénusienne serait moins épaisse qu'on ne le pense généralement, ou que le point chaud est actif depuis plus longtemps qu'escompté initialement, ou encore que les diapirs à l'œuvre sous cette région sont plus puissants que ceux rencontrés sur Terre.